# دبلیودبلیوئی مانع
دبلیودبلیوئی مانع یا رُودبلاک(به انگلیسی: WWE Roadblock) که قرار بود نامش March to WrestleMania: Live from Toronto باشد یک رویداد کشتی حرفه‌ای از شبکه دبلیودبلیوئی است که در ۱۲ مارچ ۲۰۱۶ در ورزشگاه ریکو کالِسیوم شهر تورانو استان انتاریو و پیش از رسلمانیا برگزار شد. این رویداد جزو رویدادهای غیررایگان دوازده ماهه کمپانی نیست.

## نتایج
| #                                                     | مسابقه                                                                                              | نوع مسابقه                                                    | مدت زمان |
| ----------------------------------------------------- | --------------------------------------------------------------------------------------------------- | ------------------------------------------------------------- | -------- |
| ۱                                                     | د نو دی (بیگ ای، کوفی کینگستون)(با همراهی زیویر وودز) (c) پیروز مقابل اتحادیه ملل (شیمس و کینگ بَرِت) | مسابقه تگ تیم برای قهرمانی کمربندهای تگ تیم                   | 9:49     |
| ۲                                                     | کریس جریکو پیروز مقابل جک سوئگر با تسلیم                                                            | مسابقه تک نفره                                                | 7:54     |
| ۳                                                     | دِ ریوایوال (دش وایلدر و اسکات داوسون) (c) پیروز مقابل انزو امور و کالین کاسدی (با همراهی کارمِلا)    | مسابقه تگ تیم برای قهرمانی کمربندهای تگ تیم ان‌اکس‌تی           | 10:17    |
| ۴                                                     | شارلوت(با همراهی ریک فلر) پیروز مقابل ناتالیا                                                       | مسابقه تک نفره برای قهرمانی کمربند دیواز                      | 13:37    |
| ۵                                                     | براک لزنر (با همراهی پل هیمن) پیروز مقابل خانواده وایت (لوک هارپر و بری وایت)                       | مسابقه با آوانس دو به یک                                      | 4:03     |
| ۶                                                     | سمی زین پیروز مقابل استارداست                                                                       | مسابقه تک نفره                                                | 12:33    |
| ۷                                                     | تریپل اچ (c) پیروز مقابل دین امبروز                                                                 | مسابقه تک نفره برای قهرمانی کمربند دبلیودبلیوئی سنگین‌وزن جهان | 24:43    |
| - (c) – نشان‌دهنده قهرمان(هایی) است که به میدان می‌روند | |                                                               |          |